# 1986년 전미 비평가 협회상
제21회 전미 비평가 협회상은 1986년 최고의 영화를 기리기 위해 1987년 1월에 열린 시상식이다.

## 수상 및 후보

### 작품상
- 블루 벨벳 수상

### 감독상
- 블루 벨벳 - 데이빗 린치 수상

### 여우주연상
- 시드와 낸시 - 클로이 웹 수상

### 남우주연상
- 모나리자 - 봅 홉킨스 수상

### 여우조연상
- 한나와 그 자매들 - 다이앤 위스트 수상

### 남우조연상
- 블루 벨벳 - 데니스 호퍼 수상

### 각본상
- 나의 아름다운 세탁소 - 하니프 쿠레이쉬 수상

### 촬영상
- 블루 벨벳 - 프레더릭 엘머스 수상

### 다큐멘터리상
- 마를린 수상